# زابینه بوش
زابینه بوش (آلمانی: Sabine Busch؛ زادهٔ ۲۱ نوامبر ۱۹۶۲) دونده سرعت زن اهل آلمان بود.